# Bubble Pop! (canção)
"Bubble Pop!" é uma música gravada pela cantora sul-coreana Hyuna do seu primeiro EP Bubble Pop! de (2011). Foi lançada como faixa-título do EP pela Cube Entertainment e pela Universal Music em 5 de julho de 2011. As letras foram escritas por Shinsadong Tiger e Choi Kyusung, que também compôs a música. A fim de promover a música e o EP, Hyuna se apresentou em vários programas sul-coreanos de música, incluindo o Music Bank, Show! Music Core e Inkigayo. Um videoclipe para a música foi lançado em 4 de julho e ultrapassou 100 milhões de visualizações no YouTube em 2015, fazendo dela a primeira artista solo coreana a atingir este marco.
O single foi um sucesso comercial ficando em 4º lugar no Gaon Digital Chart em sua edição semanal e em 6º lugar em sua edição mensal. A música também alcançou o 40º lugar do chart no final do ano. A música também foi destaque no jogo de dança de 2017 Just Dance 2018. Em 2016, a música foi parodiada no episódio "Candy, Quahog Marshmallow" da animação Family Guy.

## Preparações e lançamento
Em 26 de junho de 2011, a Cube Entertainment confirmou que Hyuna lançaria em julho um novo mini-álbum. Eles revelaram: “A faixa-título é uma versão atualizada do estilo comum da HyunA. Estaremos promovendo uma música com uma batida pesada que enfatiza o poderoso estilo de desempenho de HyunA.” A música foi lançada digitalmente e  EP Bubble Pop! em 5 de julho de 2011.
Em 11 de julho de 2011, Hyuna lançou um vídeo da prática de "Bubble Pop".

## Desempenho comercial
"Bubble Pop!" foi um sucesso comercial. A música entrou em 11º lugar no Gaon Digital Chart na edição de 3 a 9 de julho de 2011 com 582.760 downloads vendidos e 1.131.218 streams. Em sua segunda semana, a música ficou em 4º lugar no chart com 464.258 downloads vendidos e 1.618.604 streams. A música ficou no Top 10 do chart por duas semanas consecutivas e um total de onze semanas consecutivas no Top 100 do chart.
A música ficou em 6º lugar no Gaon Digital Chart para o mês de julho de 2011. No mês de agosto, a música ficou em 26º lugar, enquanto no mês de setembro, em 78º.
"Bubble Pop!" foi colocada em 40º lugar no chart de fim de ano do Gaon Digital Chart em 2011.

## Apresentações
Hyuna começou suas apresentações da faixa-título "Bubble Pop!" em programas de música em 8 de julho de 2011 no Music Bank, da KBS, Show! Music Core, da MBC, Inkigayo, da SBS e M Countdown, da Mnet.

## MV
Em 30 de junho de 2011, o teaser do videoclipe de "Bubble Pop" foi lançado. O videoclipe foi filmado em Okinawa, no Japão. O videoclipe completo foi lançado em 4 de julho de 2011. O vídeoclipe da música mostra uma breve aparição de Lee Joon do grupo MBLAQ. O videoclipe fez Hyuna ser a primeira cantora solo coreana a alcançar mais de 100 milhões de visualizações em um único vídeo do YouTube.

## Paradas

### Paradas semanais
| Parada (2011)                      | Posição |
| ---------------------------------- | ------- |
| Coreia do Sul (Gaon Digital Chart) | 4       |

### Paradas mensais
| Parada (2011)                      | Posição |
| ---------------------------------- | ------- |
| Coreia do Sul (Gaon Digital Chart) | 6       |

### Paradas de fim de ano
| Parada (2011)                      | Posição |
| ---------------------------------- | ------- |
| Coreia do Sul (Gaon Digital Chart) | 40      |

### Paradas dos EUA
| Parada (2011)            | Posição |
| ------------------------ | ------- |
| US (World Digital Songs) | 10      |

## Créditos
- Hyuna - vocais, rap
- Shinsadong Tiger - produtor, compositor, arranjo, música
- Choi Kyu-sung - produtor, compositor, arranjo, música